# Дніпро-Арена
«Дніпро-Арена» — футбольний стадіон у місті Дніпрі. Місткість: 31 003 глядачів. Домашній стадіон СК «Дніпро-1».
Бюджет: 65 млн. євро. Строки будівництва: початок — квітень 2005, завершення — вересень 2008. Відкритий 14 вересня 2008 року.

## Історія
На місці сучасного стадіону за часів Катеринославу було розташоване міське кладовище. Тут у кінці вулиці Воскресенської (у 2016 році було повернуто історичну назву вулиці) існувала Свято-Воскресенська церква. Церква була зруйнована комуністами. Тільки старовинна арка ще існувала у радянські часи. 1940 року тут було побудовано стадіон, де грала команда «Сталь». З побудовою ПМЗ у 1967 році стадіону «Метеор» на 35 тис. глядачів, матчі на стадіоні «Металург» поступово припинилися до 1978 року.
Арена в Дніпрі стала першою в Україні стадіоном-новобудовою до Євро-2012. Її повинні були здати ще в серпні 2007 року, проте дата відкриття неодноразово переносилася. Генеральний замовник і спонсор об'єкта — футбольний клуб «Дніпро», який очолює бізнесмен Ігор Коломойський. Головний архітектор стадіону — Юрій Серьогін (Київ). Генеральний підрядник — «Гохтіф» (Німеччина).
8 вересня 2008 року Державна комісія підписала акт прийняття стадіону «Дніпро» в експлуатацію. Нова футбольна арена має поле розміром 105×68 м, роздягальні, зали для розминки, тренажерну залу, тренерські кімнати, приміщення для представників ЗМІ, суддів, VIP-ложу на 296 місць, ресторан на 550 місць. Гідні умови також забезпечені вболівальникам з обмеженими фізичними можливостями. Біля стадіону планують збудувати підземний паркінг.

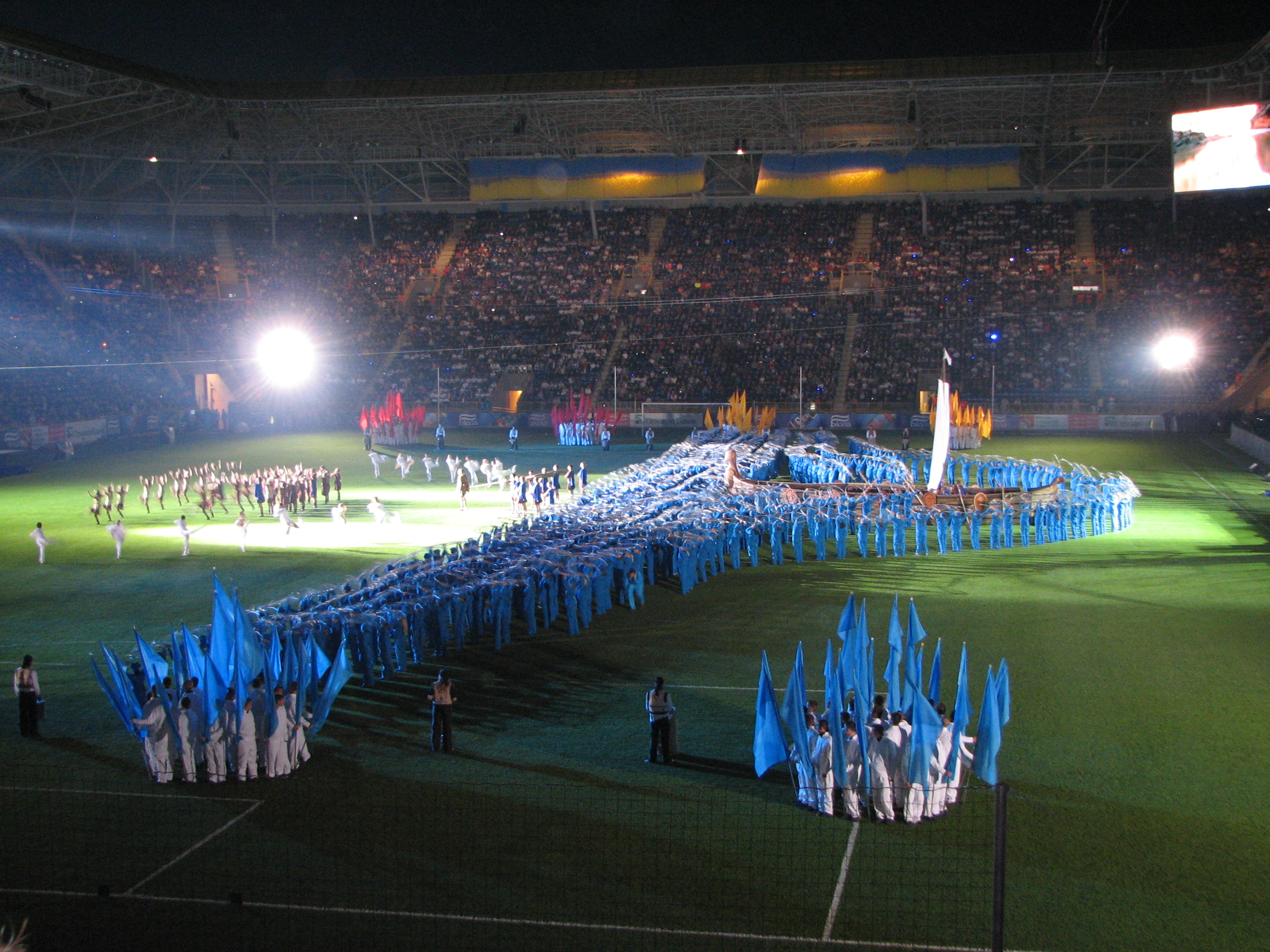
Урочиста церемонія відкриття

Вже за тиждень після підписання акту прийняття, 14 вересня 2008, на стадіоні відбулася урочиста церемонія відкриття за участю президента України Віктора Ющенка, який зробив символічний перший удар по м'ячу на нововідкритому стадіоні. Після урочистої церемонії відбулися товариські матчі «Дніпро» — «Спартак» (Москва) (ветерани 1983 року) та «Дніпро» — «Динамо» (Київ) (ветерани 1988 року). Урочистості завершилися лазерно-піротехнічним шоу.
Наприкінці вересня 2008 року у ЗМІ з'явилась інформація про невідповідність нової арени у Дніпропетровську вимогам УЄФА. Деякі вітчизняні видання стверджували, що кількість місць на трибунах менша від 30 тисяч, визначених УЄФА для матчів рівня європейської першості, на що президент Федерації футболу України Григорій Суркіс пояснив: «Сьогодні брутто на цьому стадіоні — 31 тисяча місць, нетто — близько 28 тисяч. Для того, щоб привести арену у відповідність до тих зобов'язань, які ми на себе взяли, в деяких секторах потрібно буде зменшити ширину сидінь з 50 до 45 сантиметрів». Він також запевнив, що усі роботи будуть виконані в необхідні терміни.

## Видатні матчі та інші події
19 листопада 2008 року на стадіоні відбувся перший офіційний матч за участю збірної України — товариська зустріч проти збірної Норвегії. Контрольна гра з вікінгами стала для «синьо-жовтих» ювілейною, 150-ю в їхній історії. Гра закінчилась перемогою українців з рахунком 1:0. Єдиний гол з пенальті на 26-й хвилині зустрічі забив Євген Селезньов. 10 жовтня 2009 року національна збірна України вперше за свою історію здобула перемогу над національною збірною Англії. Гра закінчилась з рахунком 1:0, на 30 хвилині відзначився Сергій Назаренко.

## Ігри національної збірної України
| Дата              | Турнір   | Господарі | Рахунок | Гості             | Голи                                                                 |
| ----------------- | -------- | --------- | ------- | ----------------- | -------------------------------------------------------------------- |
| 19 листопада 2008 | ТМ       | Україна   | 1:0     | Норвегія          | 1:0 Селезньов 26' (пен.)                                             |
| 10 жовтня 2009    | КЧС-2010 | Україна   | 1:0     | Англія            | 1:0 Назаренко 15'                                                    |
| 10 вересня 2019   | ТМ       | Україна   | 2:2     | Нігерія           | 0:1 Арібо 4' 0:2 Осімхен 34' (пен.) 1:2 Зінченко 78' 2:2 Яремчук 79' |
| 3 червня 2021     | ТМ       | Україна   | 1:0     | Північна Ірландія | 1:0 Зубков 10'                                                       |

## Галерея

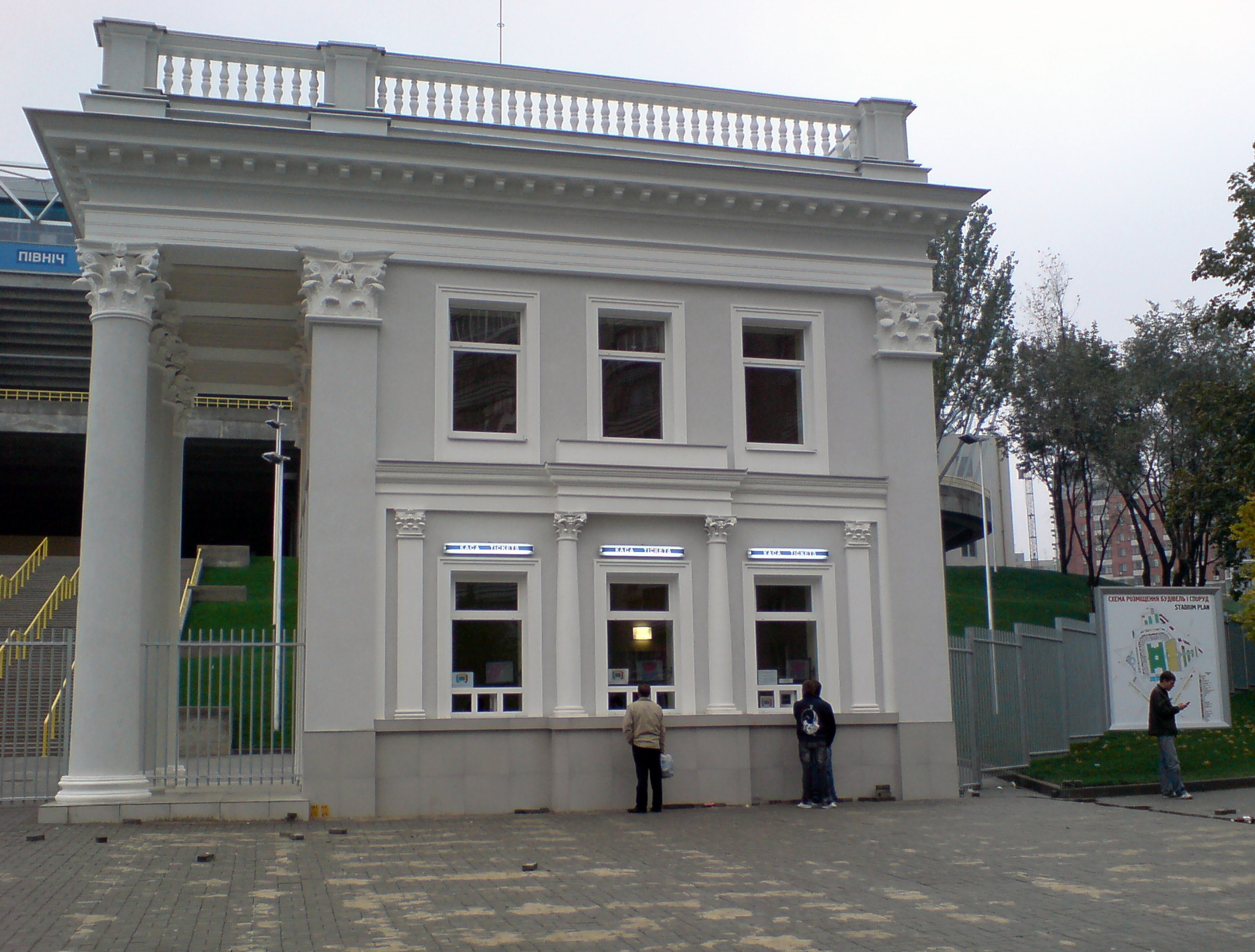
Квиткові каси
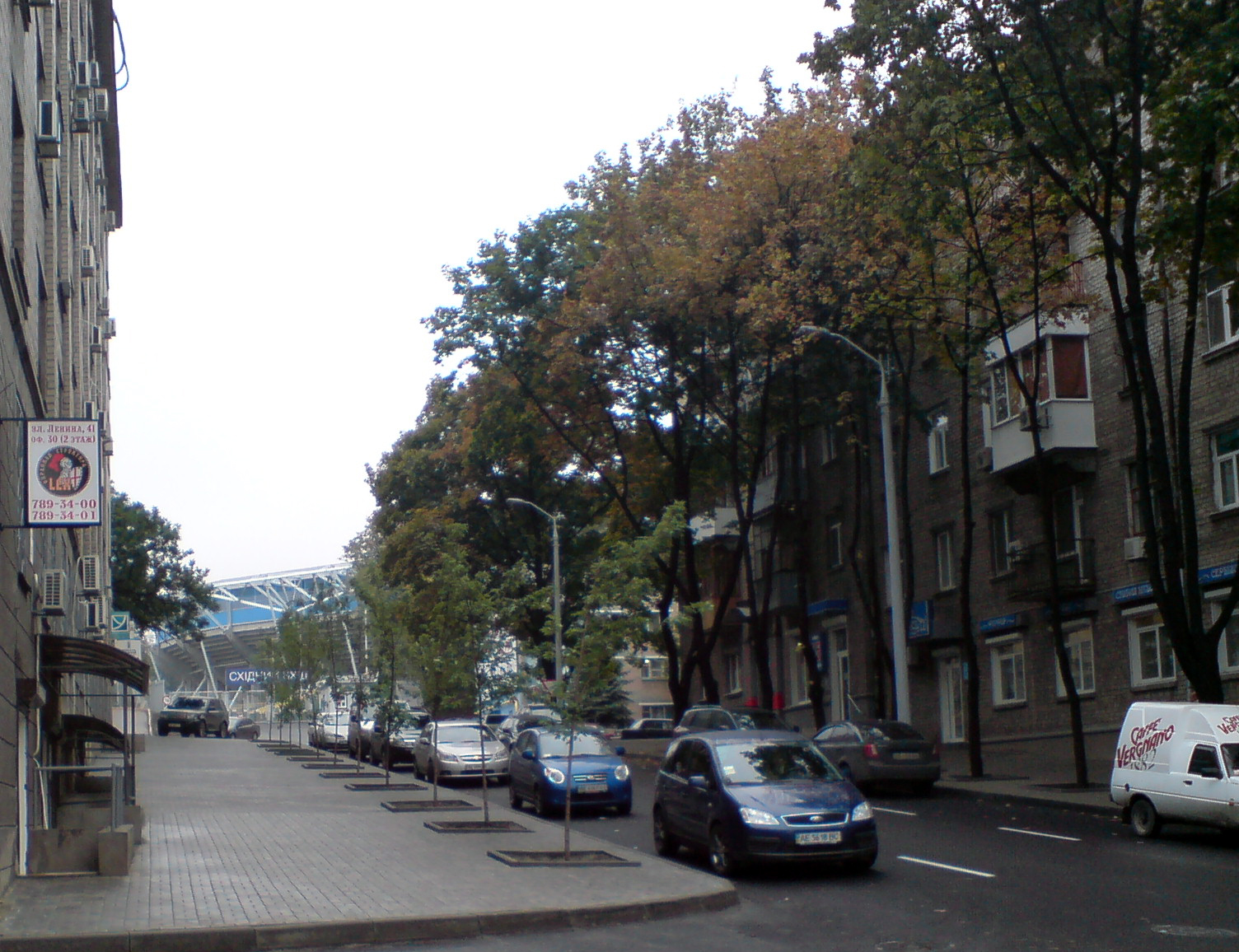
Вигляд на стадіон з вул. Воскресенської
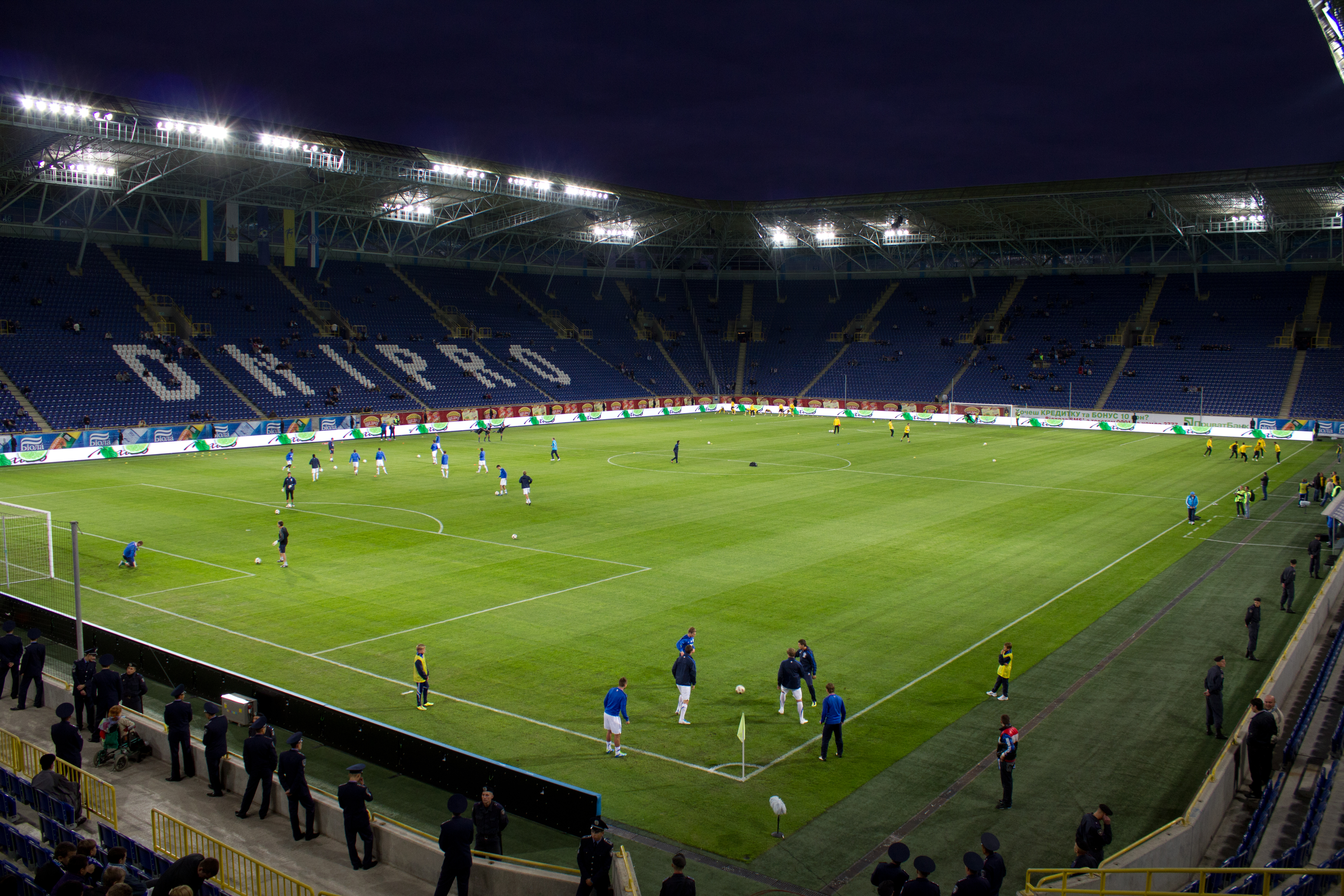
Стадіон зі штучним освітленням
Квитки на перший матч дніпровського «Дніпра» на «Дніпро Арені»